# Georges Ser
Georges Ser est un acteur français né le 28 août 1936.

## Biographie
Comédien de télévision et de cinéma, il trouve son meilleur rôle en 1972-73 dans Les Rois maudits où il incarne le roi de France Louis X le Hutin. En 1973, on le voit dans deux séries Molière pour rire et pour pleurer et Ton Amour et ma jeunesse. Ses rôles dans Les Rois maudits et d'assassin Albin Rougères dans Ton Amour et ma jeunesse en font le méchant idéal de l'ORTF de ces années-là.
Il se spécialise dans les séries et téléfilms historiques, en dehors des Rois Maudits, on peut citer Saint-Just ou la force des choses, Les Borgia ou le sang doré.
En 1969, il participe à une opérette réalisée pour la télévision par Roger Kahane L'étoile d'après un livret d'Emmanuel Chabrier.
Malgré des premiers rôles dans des téléfilms comme Liberté Surveillée en 1972, il ne parvient pas à acquérir auprès du public une notoriété importante et se tourne vers le théâtre et obtient une reconnaissance du métier.
Au cinéma on l'a vu dans Le Temps de mourir et L'Affiche rouge de Frank Cassenti notamment.
Il semble s'être retiré à la fin de la décennie 2000.

## Théâtre
- 1962 :Sainte Jeanne de George Bernard Shaw Mise en scène de Pierre Valde
- La Résistible Ascension d'Arturo Ui de Bertolt Brecht, mise en scène Guy Rétoré
- 1964 : La Vie imaginaire de l'éboueur Auguste Geai d'Armand Gatti, mise en scène Jacques Rosner, Théâtre de l'Odéon
- 1966 : Chant public devant deux chaises électriques d'Armand Gatti, mise en scène de l'auteur, TNP
- 1969 : La Paix de Pierre Valde et Yves Carlevaris d'après Aristophane, mise en scène Pierre Valde, Théâtre de Colombes
- 1977 : Le Météore de Friedrich Dürrenmatt, mise en scène Gabriel Garran, Théâtre de la Commune
- 1984 : Le Sablier de et mise en scène Nina Companeez, Théâtre Antoine
- 1989 : Lorenzaccio d'Alfred de Musset, mise en scène Francis Huster
- 1990 : Minna von Barnheim ou la fortune du soldat de Gotthold Ephraim Lessing, mise en scène Claude Yersin, Nouveau théâtre d'Angers, Les Gémeaux
- 1991 : Les Comédies barbares de Ramón María del Valle-Inclán, mise en scène Jorge Lavelli, Festival d'Avignon
- 1992 : Les Comédies barbares de Ramón María del Valle-Inclán, mise en scène Jorge Lavelli, Théâtre national de la Colline, Théâtre de Nice, Théâtre des Treize Vents
- 1995 : Mère Courage et ses enfants de Bertolt Brecht, mise en scène Jérôme Savary, Théâtre national de Chaillot
- 2004 : Solness le constructeur d'Henrik Ibsen, mise en scène Sandrine Anglade, Théâtre de l'Athénée-Louis-Jouvet
- 2006 : Fin de partie de Samuel Beckett, mise en scène Bernard Lévy, Théâtre de l'Athénée-Louis-Jouvet, MC2, Théâtre de Bourg-en-Bresse, tournée
- 2008 : Fin de partie de Samuel Beckett, mise en scène Bernard Lévy, Théâtre national de Toulouse Midi-Pyrénées, Maison de la Culture de Bourges, Théâtre de la Croix-Rousse, tournée
- 2009 : En attendant Godot de Samuel Beckett, mise en scène Bernard Lévy, Théâtre de l’Athénée[4]

## Filmographie

### Télévision
- 1964 : Le Commandant Wattrin de Jacques Rutman : Hélène
- 1965 : Les Facéties du sapeur Camember de Pierre Boursaus
- 1966 : L'Auberge de la Licorne d' Harry Fishbach : Un musicien
- 1966 : La 99ème minute de François Gir : Le second machiniste
- 1967 : Allô Police (série télévisée) de Pierre Goutas, épisode : Règlement de comptes : Le Coursier
- 1969 : Café du Square de Louis Daquin : Michaux
- 1969 : L'étoile de Roger Kahane
- 1970 : Le Petit vieux des Batignoles de Jean-Pierre Marchand : Godeuil
- 1972 : Liberté Surveillée de Bernard Maigrot : Jean-Claude Martin
- 1972 : Les Rois maudits : Louis X le Hutin, roi de France
- 1973 : L'Amour du métier d' Yves Laumet, (Feuilleton TV) : Moutet
- 1973 : Ton amour et ma jeunesse d' Alain Dhénaut, (Feuilleton TV) : Albin Rougères
- 1973 : Molière pour rire et pour pleurer de Marcel Camus, (Feuilleton TV) : Le Prince de Conti
- 1974 : Messieurs les jurés : L'Affaire Hamblain d'André Michel : Jacques Gouvets
- 1975 : Les Grands Détectives de Tony Flaadt, épisode : Mission secrète : M. Symons
- 1975 : Pays de Jacques Krier : Edmond
- 1975 : Saint Just et la force des choses de Pierre Cardinal : Euloge Schneider
- 1975 : Virginie de Michel Favart : Génin
- 1976 : Faits Divers de François Martin, épisode : Otages : Meyer
- 1976 : Adios de François Martin, (Mini-série) : René Ruisseau
- 1976 : Les Brigades du Tigre, épisode Le crime du sultan de Victor Vicas : le secrétaire du Pacha / Lieutenant Guénaud, l'envoyé de mission du Général Hubert Lyautey
- 1977 : Messieurs les jurés : L'Affaire Lieutort d'André Michel : Le Psychiatre
- 1977 : Cinéma 16 de François Martin (série télévisée), épisode : Fugue à Waterloo : Jérôme
- 1977 : Les Borgia ou le sang doré, mini-série d' Alain Dhénaut : Charles VIII
- 1978 : Les Procès témoin de leur temps de Philippe Lefebvre, épisode : Le Pain et le vin : Maître Brillani
- 1978 : Médecins de nuit de Philippe Lefebvre, épisode : Jean-François : Un employé du SAMU
- 1979 : Staline-Trotsky: Le pouvoir et la révolution d' Yves Ciampi (téléfilm) : Kamenev
- 1979 : Le Roi qui vient du sud de Marcel Camus et Heinz Schirk, ( Série télévisée) : Epernon
- 1979 : Les Amours des années folles de Gérard Espinasse, épisode : Le danseur mondain : Le commissaire
- 1981 : Les Amours des années grises de Gérard Thomas, épisode : Trois sans toit : Le propriétaire
- 1981 : Les Enquêtes du commissaire Maigret d'Yves Allégret (série télévisée), épisode : Une confidence de Maigret : Duplantier
- 1982 : La Sorcière (téléfilm, 1982), téléfilm de Charles Brabant : Le Pape
- 1982 : Les Nouvelles Brigades du Tigre de Victor Vicas, épisode Le Complot de Victor Vicas : Vergnol
- 1982 : Le Serein du major, téléfilm d'Alain Boudet : Figaro
- 1982 : Deuil en vingt-quatre heures, de Frank Cassenti (Mini-série)
- 1982 : L'Épingle noire, de Maurice Frydland (Mini-série)
- 1983 : Après tout ce qu'on a fait pour toi, téléfilm de Jacques Fansten
- 1984 : Les Amours romantiques de Gérard Espinasse, épisode : Laure et Adriani : Comtois
- 1984 : Les Amours des années 50 de Gérard Espinasse, épisode : La Mariée est trop belle
- 1985 : L'homme de pouvoir, téléfilm de Maurice Frydland
- 1987 : Les Enquêtes du commissaire Maigret, épisode : M. Gallet décédé de Georges Ferraro : L'inspecteur Grenier
- 1989 : Pause café, pause tendresse épisode : La Traverse de Charles L. Bitsch : Le directeur du collège
- 1991 : Le Piège de Serge Moati (téléfilm)
- 1993 : Le Don de David Delrieux (téléfilm) : Le professeur Yvard
- 1993 : La tête en l'air de Marlène Bertin (série télévisée) : Le psychologue
- 1997 : Le Rêve de Constance (Nuda proprietà vendesi) d'Enrico Oldoini (téléfilm) avec Annie Girardot, Charlotte Kady.
- 1998 : Nestor Burma, épisode : La plus noble conquête de Nestor de Laik, Philippe : Chabrier

### Cinéma
- 1964 : Le rond-point des impasses d'Alain Cuniot
- 1970 : Le Temps de mourir d'André Farwagi : Martin
- 1974 : Cave Canem de Jean-Louis Berdot
- 1975 : L'Affiche rouge de Frank Cassenti : L'Officier allemand
- 1981 : Votre Enfant m'intéresse de Jean-Michel Carré
- 1984 : Mesrine d' André Genovès
- 1986 : États d'âme de Jacques Fansten :
- 1986 : On a volé Charlie Spencer de Francis Huster : Le Client de la banque
- 1989 : Deux de Claude Zidi
- 2014 : Le Domaine des étriqués (Ablations) d'Arnold de Parscau : Marty

## Doublage
- 2001 : Metropolis
- 2002 : Le Bossu de Notre-Dame 2
- 2013 : Inside Llewyn Davis : Mel Novikoff (Jerry Grayson (en))